# 多硬毛假糙苏
多硬毛假糙苏（学名：Paraphlomis hirsutissima），为唇形科假糙苏属下的一个种。